# Пашук Олена Вікторівна
Олена Вікторівна Пашук (у шлюбі — Олена Вікторівна Кицан; нар. 17 липня 1982, Луцьк) — українська письменниця (поетка, авторка прозових творів), літературознавиця. Членкиня Національної спілки письменників України, кандидатка філологічних наук. 

## Біографія
Пашук Олена Вікторівна народилася 17 липня у Луцьку. Була активним членом літстудії «Лесин кадуб». Учасник всеукраїнських нарад молодих літераторів, що проходили в Ірпені (2000 р.) та в Коктебелі (Крим, 2002 р.). Закінчила філологічний факультет Волинського національного університету імені Лесі Українки, після чого вступила до аспірантури. Захистила кандидатську дисертацію на тему «Взаємодія класичного й некласичного вірша у творчості Василя Голобородька». Працює доцентом кафедри теорії літератури та зарубіжної літератури Волинського національного університету ім. Лесі Українки. Виконавиця проєкту підготовки та видання Повного академічного зібрання творів Лесі Українки у 14 томах (2020–2021) та Повного зібрання творів Олени Пчілки у 12 томах (2024). Керівник двох секцій при Малій академії наук («зарубіжна література», «літературна творчість»).

## Творчість
Олена Пашук передовсім — поетка, яка успішно заявила про себе в жанрі прози. Пише як для дорослих, так і для дітей, ніби «запрошує кожного з нас стати не лише гостем, але й учасником чарівного дійства, назва якого Поезія». Вірші почала писати у ранньому шкільному віці. З 5-го класу відвідувала літературну студію «Первоцвіт» (при гімназії № 21), якою керував Дмитро Полікарпович Іващенко. А з 8-го класу стала членом літстудії «Лесин кадуб» під керівництвом Йосипа Георгійовича Струцюка. Друкувала свої літературні твори в колективних збірках, у газетах та журналах «Світо-вид», «Гранослов», «Київ», «Кур'єр Кривбасу», «Дзвін», «Київська Русь», «Шо», «Терен», «Світязь», «Вітчизна», «Дніпро», «Березіль», «Золота пектораль», в «Українській літературній газеті» та ін.
Першу поетичну книжку «За поворотом мого погляду» видала в 2000 році.
Член Національної спілки письменників України з 2002 року. Вона — наймолодший на Волині член НСПУ, яку прийняли у спілку у неповні 20 років..
Лауреат літературної премії НСПУ «Благовіст», літературного конкурсу видавництва «Смолоскип», Волинської обласної премії імені Агатангела Кримського, премії імені Бориса Нечерди за поетичну збірку «Паранджа» та інших.

## Окремі видання творів

### Поетичні збірки
- За поворотом мого погляду (2000).
- …німі оплески (2004).
- Солоні гнізда (2005).
- Седмиця (2008).
- 25-ий кадр (2010).
- Нічка йде до мишки в гості (2011).
- Паранджа (2017)

### Готується до друку
- Книжка прозових творів.

### Антології та альманахи
- Обрії. Альманах. Луцьк: ВМА «Терен», 2003. 72 с.
- Амплітуда провесни. Антологія. Луцьк: ВМА «Терен», 2004. 108 с.
- 13на13. Поетична антологія. Луцьк: ПВД «Твердиня», 2007. 172 с.
- Дотик. Антологія польсько-української поезії. Pleszew: Agencja Reklamowo-Wydawnicza «Sarbinowski», 2009. 42 с.
- Дві тонни: Антологія поезії двотисячників. К.: Вид-во «Маузер», 2007. 304 с.
- Літпошта (зб. молодої поезії і не тільки…). К.: Вид-во Жупанського, 2009. 317 с.
- Леополтвіс. LeoPoltvis. Львів: ВА «Піраміда», 2011. 364 с.
- Зелені очі. 1001 вірш: Інша антологія української поезії для дітей / Упоряд., передм., довідки про авт. І. Лучука. Тернопіль: Навчальна книга — Богдан, 2010.  584 с.
- Нова украинска поезия: антология / прев. от укр. и съст.: Димитър Христов; худож.: Валерий Пощаров, Снежина Попченчева. София: Мультипринт ЕООД, 2012. 142 с. (болг.)
- Гравітація взаємності. Антологія сучасної української поезії = Grawitacja wzajemności. Antologia współczesnej poezji ukraińskiej / передмова С. Шевченко; рец. С. Кравченко. Луцьк: Терен, 2013. 627 с.
- «Чоловік, жінка і парасоля», збірка сучасного українського верлібру, що вийшла 2017 р. азербайджанською мовою у видавництві перекладного центру «Азербайджан Тарджума Меркезі» («Azərbaycan Tərcümə Mərkəzi»).
- Ломикамінь: антологія українського верлібру. Львів: ВА «Піраміда», 2018. 620 с.

### Статті, рецензії
- Верлібровий Всесвіт поета, або Як спіймати мелодію за останню ноту (післямова до поетичної збірки Й. Струцюка «Десятий день тижня».
- Його тропи / Завжди і у всьому залишатися собою (штрихи до літературного портрета): зб. спогадів, статей, рецензій та інших матеріалів про життя і творчість Й. Струцюка. Луцьк: Твердиня, 2010.

### Наукові праці·
- Між віршем і прозою: специфіка перехідних жанрів / Studia Ucrainica Varsoviensia 5, Warszawa 2017. С. 195–205
- Взаємодія класичного й некласичного вірша у творчості Василя Голобородька: монографія. Луцьк: Вежа-Друк, 2013. 212 с.
- Інтерпертація жанру хайку у творчості волинських поетів  / Проблеми сучасного літературознавства. Одеса: Астропринт, 2017, Вип. 24. С. 158–168.
- Сонети Володимира Свідзінського /  Волинь філологічна: текст і контекст. Творчість Володимира Свідзінського: зб. наук. пр. Луцьк, 2017. Вип. 24. С. 84–93.
- Сонетна традиція в сучасній українській літературі  / Українська версифікація: питання історії та теорії: зб. пр. Всеукраїнської наукової конференції, присвяченої ювілеєві доктора філологічних наук, професора Наталії Василівни Костенко; упор.: Б. Бунчук, Р. Пазюк. Чернівці: Чернівецький нац. ун-т, 2017. С. 130–143.
- Сонет: іграшка для інтелектуалів чи гра без правил? / Вісник Львівського університету. Серія філологічна. 2018. Вип. 67. Ч. 2. С. 184–193.
- Віршознавчі студії українських поетів-віршознавців ХХ ст. / Волинь філологічна: текст і контекст. Література non-fiction: зб. наук. пр. Луцьк: Східноєвроп. нац. ун-т ім. Лесі Українки, 2018. Вип. 25. С. 14–27.
- Леся Українка у віршознавчих студіях І. Качуровського / Леся Українка в діаспорному літературознавстві. Німецько-українські зв’язки. Зб. наук. праць за матеріалами Міжн. наук. конф. в Мюнхені (3-7 квітня 2019 р.). Мюнхен-Тернопіль, 2019. С.  108–116.
- Між традицією і новаторством: віршування Олени Пчілки / Волинь філологічна: текст і контекст. Олена Пчілка в літературному процесі порубіжжя, 2019. Вип. 28. С. 101–112.
- Гендерні інверсії в драматургії Лесі Українки / Этносы и судьбы в современном социуме: теория и практика: коллективная монография. Брест: БрГТУ, 2020. С. 164–173.
- Історія одного тексту Лесі Українки: “Поет під час облоги” / Лінгвостилістичні студії, Вип. 13, Грудень 2020, С. 53–61.
- Історія одного поетичного циклу Лесі Українки / Волинь філологічна: текст і контекст. Вип. 32: Леся Українка: особистість, нація, світ. Луцьк: ВНУ імені Лесі Українки, 2021. С. 143–160.

### Інтерв'ю
- Олена Пашук: «Література має бути різною»: [інтерв'ю з українською письменницею, науковцем Пашук О.] / Літературна Україна. 2012. 19 січня. С. 14.
- Олена Пашук: «Покоління двотисячників уже гідно представлене на літературній мапі України»
- Олена Пашук: «Є біль, який не заримувати…»

## Відгуки про творчість
- Й. Струцюк Поетична тональність Оленки Пашук / Віче. 1999. 22 квітня.
- Й. Струцюк Вона вміє цілувати сонце в тінь. Передмова до збірки «За поворотом мого погляду».
- К. Корецька З висоти ангельського польоту. Післямова до збірки «Солоні гнізда».
- В. Герасим'юк Скільки тебе під шкірою. Післямова до збірки «Седмиця».
- В. Вербич Щоб відшукати первозданність істин. Зб. есеїв та діалогів «У погляді століть». Луцьк: Твердиня. 2011.
- Й. Струцюк 25-ий кадр Олени Пашук. Зб. есеїв, статей, рецензій «Події — в анфас, а постаті — в профіль». Луцьк: Твердиня. 2011.

## Відзнаки і нагороди
- Перша премія на обласному літературному конкурсі «Неповторність»;
- Лауреат літературного конкурсу «Витоки»;
- Лауреат міжнародного літературного конкурсу «Смолоскип»;
- Лауреат літературної премії НСПУ «Благовіст» (2009);
- Володар гран-прі всеукраїнського літературного фестивалю «Просто так»;
- Переможець конкурсу «Міжнародна Слов'янська Поетична Премія» (МСПП), 2017;
- Володар гранту Президента України молодим письменникам на видання книги, 2017;
- Лауреат обласної премії імені Агатангела Кримського, 2018 р.[1];
- Лауреат літературної премії імені Бориса Нечерди за поетичну збірку «Паранджа», 2018 р.;
- Лауреат поетичної премії «Ордену Карпатських Лицарів-2019».
- Лауреат ІІ ступеня літературної премії імені Анатолія Криловця у номінації "Любовна лірика" (2023)